# Muckendorf-Wipfing
Muckendorf-Wipfing è un comune austriaco di 1 442 abitanti nel distretto di Tulln, in Bassa Austria. È stato istituito il 1º gennaio 1988 per scorporo dal comune di Zeiselmauer-Wolfpassing, che era stato istituito nel 1972 con la fusione dei comuni soppressi di Muckendorf an der Donau, Wipfing, Wolfpassing e Zeiselmauer; capoluogo comunale è Muckendorf an der Donau.